# Луйк, Клиффорд
Клиффорд Луйк-Дьем (англ. Clifford Luyk Diem; род. 28 июня 1941, Сиракьюс, США) — американский и испанский баскетболист и баскетбольный тренер. Как игрок — 14-кратный чемпион Испании и 10-кратный обладатель Кубка Испании, 6-кратный обладатель Кубка европейских чемпионов и 3-кратный обладатель Межконтинентального кубка с клубом «Реал» (Мадрид), серебряный призёр чемпионата Европы 1973 года в составе сборной Испании. Как тренер — двукратный чемпион Испании, обладатель Кубка Испании и Кубка обладателей Кубков с клубом «Реал» (Мадрид). Включён в число 50 человек, внёсших наибольший вклад в развитие Евролиги (2008).

## Биография
Клиффорд Луйк, родившийся в 1941 году в Сиракьюсе (штат Нью-Йорк), в детстве увлекался несколькими видами спорта, в особенности бейсболом, и остановил свой выбор на баскетболе только к 12 годам. К моменту окончания школы он зарекомендовал себя как перспективный игрок и получил предложения от ведущих университетских команд. Луйк выбрал Флоридский университет, в команде которого и играл с 1959 по 1962 год.
В 1962 году Луйк был выбран на драфте НБА под общим 27-м номером клубом «Нью-Йорк Никс» и принял участие в нескольких предсезонных играх этой команды. На одной из этих игр, против «Бостон Селтикс», он забросил за последние три минуты матча восемь очков. В этой игре на не особо высокого (202 см), но крепкого центрового с практически идеальной техникой и отличной нацеленностью на кольцо обратил внимание тренер мадридского «Реала» Педро Феррандис, искавший в Америке игроков для усиления своего клуба. В итоге, так и не сыграв в НБА, Луйк отправился в Испанию, где провёл в составе «Реала» 16 сезонов. Вместе с ним в Мадриде оказался ещё один американский центровой Боб Берджесс.
Играя за «Реал», Луйк стал одной из главных звёзд как этой команды, так и европейского баскетбола в целом. За 16 лет он 14 раз выигрывал с «Реалом» чемпионат Испании и десять раз — Кубок Испании. Уже в первом своём сезоне в «Реале» Луйк стал финалистом Кубка европейских чемпионов. Для определения обладателя этого трофея пришлось провести не две, а три игры, поскольку первые два матча между «Реалом» и московским ЦСКА закончились суммарной ничьей. Московские армейцы выиграли решающий матч, и испанцам пришлось ждать до следующего года, когда в отсутствие ЦСКА они наконец завоевали первый в своей истории Кубок чемпионов, обыграв в финале «Спартак» из Брно. Ещё через год мадридская команда снова встретилась с ЦСКА в финале и, проиграв семь очков в гостях, дома добилась вдвое большего отрыва. В этом победном матче Луйк набрал 16 очков — второй результат в команде после Эмилиано Родригеса.
В 1965 году руководство испанской лиги приняло решение отказаться от участия иностранных легионеров. К этому моменту, однако, Луйк уже настолько прижился в Испании, что обратился к президенту «Реала» Раймундо Сапорте с просьбой посодействовать в получении испанского гражданства. Уже в следующем году на неофициальном чемпионате мира в Чили он впервые вышел на площадку в форме сборной Испании. После этого он провёл за испанскую сборную 150 игр, в последний раз — на предолимпийском отборочном турнире 1976 года. Наиболее успешным для команды за эти годы стал чемпионат Европы 1973 года, принесший ей серебряные медали. На этом турнире Луйк выступил достаточно скромно, набирая в среднем за игру 9,3 очка, но в предшествующие годы его вклад был существенно выше: 20,2 очка за игру на Олимпийских играх в Мехико, 17,9 очка на чемпионате Европы 1969 года, 17,6 очка на чемпионате Европы 1971 года и 16 очков на Олимпиаде в Мюнхене.
В составе «Реала» Луйк до конца карьеры ещё четыре раза завоёвывал Кубок Европейских чемпионов, каждый раз внося существенный вклад в результат финала — в 1967 году (17 очков), 1968 году (24), 1969 году (20) и 1974 году (14). В 1978 году, когда «Реал» завоевал свой седьмой титул, Луйк уже не вышел на площадку в финале, но по ходу сезона провёл несколько игр. Он также трижды становился с клубом обладателем Межконтинентального кубка.
Как игрок Луйк был агрессивен на площадке и охотно вступал в контактную борьбу даже с более высокими и мощными соперниками, зная, что его техника и скорость дают ему преимущество. Он обладал отличным чутьём на отскок мяча от щита и одним из лучших в Европе броском крюком. Ещё одним важным достоинством игры Луйка была его стабильность: даже в играх, где он не набирал много очков, ему удавалось это компенсировать большим числом подборов или вынудить соперников больше нарушать на нём правила. После товарищеских игр против клуба НБА «Цинциннати Роялз» и команды АБА «Индиана Пэйсерс» в 1968 году (во второй из которых Луйк набрал 26 очков) его стали приглашать в клубы НБА и АБА, но он предпочёл остаться в Испании, где обзавёлся семьёй. Его женой стала королева красоты Испании 1966 года Пакита Торрес.
После завершения игровой карьеры Луйк стал тренером. С 1978 по 1983 год он работал с молодёжными командами «Реала», по два раза выиграв юношеский и молодёжный чемпионаты Испании. В 1983 году Луйк был назначен помощником главного тренера основной команды «Реала» Лоло Сайнса, под руководством которого проработал шесть сезонов. Ещё один сезон в «Реале» он провёл с главным тренером Джорджем Карлом, после чего покинул команду, чтобы возглавить клуб «Атлетико» (Мадрид-Вильяльба). С этой командой Луйк проработал один сезон и столько же провёл в клубе «Мурсия», прежде чем вернуться в столичный «Реал» уже в качестве главного тренера. На этом посту он оставался два года, завоевав с «Реалом» два чемпионских титула, один Кубок Испании, а также Кубок обладателей Кубков в 1992 году. В сезоне 1992/1993 Луйк был признан лучшим тренером чемпионата Испании, а в Европейской лиге — турнире, пришедшем на смену Кубку чемпионов — «Реал» под его руководством дошёл до финальной четвёрки, где уступил будущему обладателю трофея — «Лиможу». В 1994 году он был назначен техническим директором клуба, а с 2009 года является его техническим консультантом.
В 2008 году имя Клиффорда Луйка было включено в список 50 человек, внёсших наибольший вклад в развитие Евролиги.